# 笠井直人
笠井 直人（かさい なおと、1962年11月17日 - ）は、日本の弁護士。第二東京弁護士会会長、日本弁護士連合会副会長。

## 人物・経歴
1981年麻布高等学校卒業。1985年中央大学法学部法律学科卒業。1987年旧司法試験合格。1990年第二東京弁護士会弁護士登録、柏木総合法律事務所入所。1995年笠井総合法律事務所入所。2006年笠井総合法律事務所代表弁護士。2014年三菱マテリアル監査役。2018年第二東京弁護士会会長、日本弁護士連合会副会長。2019年三菱マテリアル取締役。2021年日本弁護士政治連盟副理事長。